# Wola Maradzka
Wola Maradzka (niem. Maradtkenwolka, 1938–1945 Maradtken Abbau) – przysiółek wsi Borowski Las w Polsce położony w województwie warmińsko-mazurskim, w powiecie mrągowskim, w gminie Sorkwity, nad zachodnim brzegiem jeziora Piłakno. 
W latach 1975–1998 przysiółek administracyjnie należał do województwa olsztyńskiego.
Przysiółek położony na wschodnim brzegu Jeziora Piłakno. Osada zwana była także Maradzka Wólka.

## Historia
Powstała w pierwszej połowie XIX w. i była dzierżawą dziedziczną. W 1838 r. w osadzie były trzy domy i 22 mieszkańców. W 1938 r. ówczesne władze niemieckie w ramach akcji germanizacyjnej zmieniły urzędową nazwę miejscowości z Maradtkenwolka na Abbau Maradtken.
W 1973 r. Wola Maradzaka jako osada należała do sołectwa Borowski Las.